# 모스크바 뮬

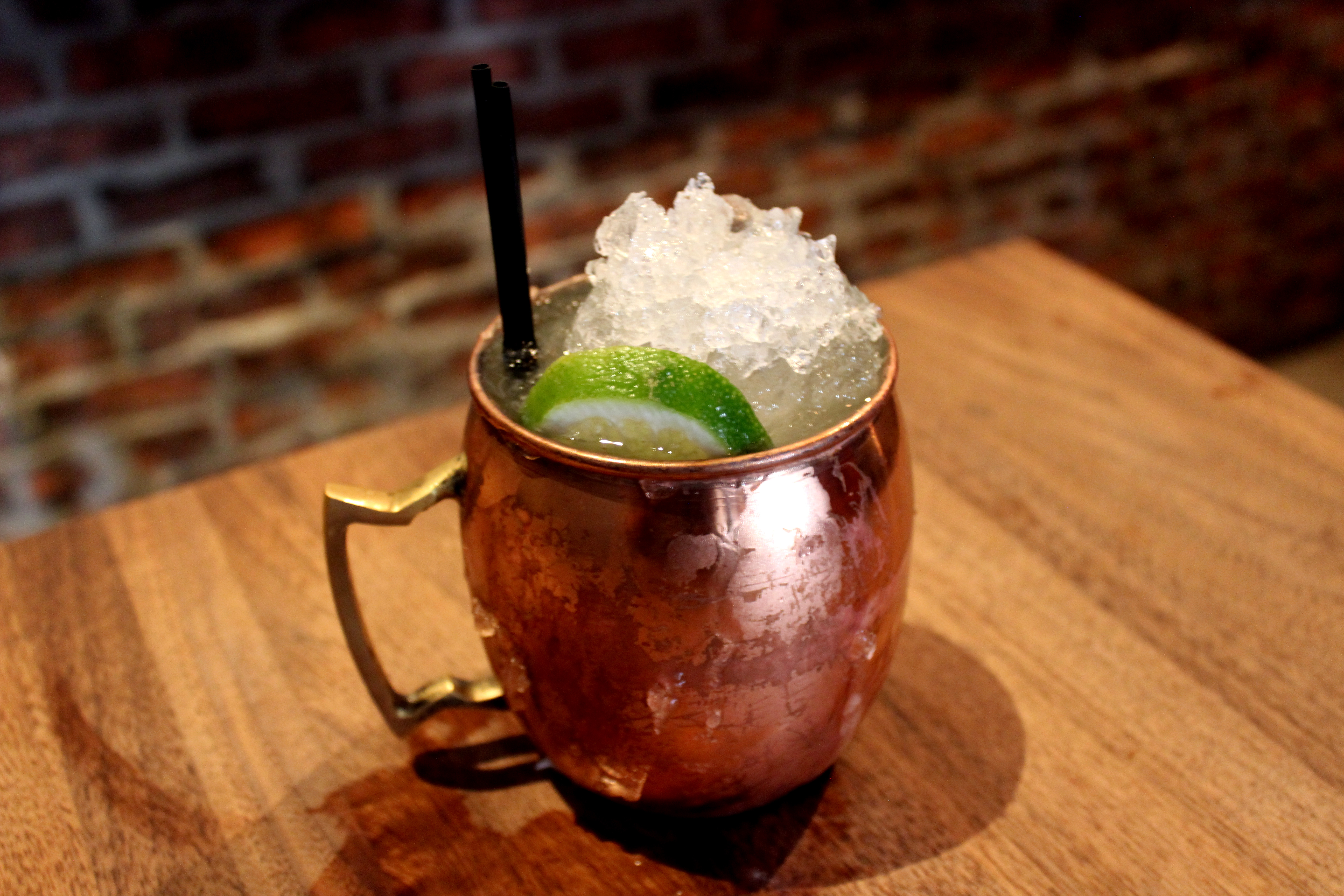

모스크바 뮬(영어: Moscow mule 모스코 뮬[*])은 보드카, 진저 비어, 라임 주스로 만들고 라임 조각을 얹은 칵테일이다. 벅(buck)의 일종이기 때문에 보드카 벅(vodka buck)으로도 부른다.
모스크바 뮬은 차가운 온도의 액체를 담는 구리 머그잔으로 대접된다. 일부 공공건강고문들은 안쪽과 입술이 닿는 부분을 니켈이나 스테인리스강으로 구성한 구리 머그잔의 사용을 권장하지만 리터당 30밀리그램의 구리를 섭취하는 것이 구리 독성을 일으키기에 충분한지에 대해서는 논란의 여지가 있다.

## 같이 보기
- 하이볼